# Полезный (пароход, 1855)
«Полезный» — пароход Беломорской флотилии Российской империи.

## Описание парохода
Водоизмещение парохода составляло 226 тонн, длина между перпендикулярами — 30,48 метра, а ширина с обшивкой — 6,55 метра. На пароходе была установлена паровая машина мощностью 60 л. с.

## История службы
Пароход был заложен в Архангельске 13 (25) июля 1854 года и после спуска на воду 1 (13) мая 1855 года вошёл в состав Беломорской флотилии России. Строительство вёл корабельный мастер поручик Василевский.
4 (16) августа 1862 года пароход «Полезный» был исключён из списков судов флотилии.